# Олбани (Вермонт)
Олбани (енгл. Albany) град је у америчкој савезној држави Вермонт.

## Демографија
По попису из 2010. године број становника је 193, што је 28 (17,0%) становника више него 2000. године.
| Група             | 2000.       | 2010.       |
| Белци             | 159 (96,4%) | 181 (93,8%) |
| Афроамериканци    | 2 (1,2%)    | 7 (3,6%)    |
| Азијати           | 0 (0,0%)    | 1 (0,5%)    |
| Хиспаноамериканци | 0 (0,0%)    | 0 (0,0%)    |
| Укупно            | 165         | 193         |